# سيد غوميز
سيد غوميز هو سياسي برازيلي، ولد في 27 أبريل 1963 في Sobral, Ceará ‏ في البرازيل. نشط حزبياً في الحزب الاشتراكي البرازيلي.

## مناصب
- انتخب وزير التربية ‏.
- انتخب state deputy of Ceará ‏.
- انتخب حاكم ولاية سيارا ‏.
- انتخب Ceará senator ‏.
- انتخب عمدة Sobral, Ceará [الإنجليزية]‏.